# Luis Francisco Urquizo Cuesta
Luis Francisco Urquizo Cuesta (Ambato, 13 de diciembre de 1951-Guayaquil, 4 de agosto de 2020) fue un destacado poeta y pintor ecuatoriano.

## Biografía
Luis Francisco Urquizo Cuesta nació el 13 de diciembre de 1951, en la ciudad de Ambato, rodeado de valles y montañas que determinan su carácter. Su personalidad se resume como una mezcla indomable de espíritu creativo latinoamericano e impetuosa ansiedad exploradora. Desde muy pequeño denotó sus cualidades de artista, Luis Francisco prefería las visitas al taller del pintor Voroschilov Bazabte, a los juegos de canicas o pelota con los niños de su edad. Otros de los lugares predilectos en que transcurrió la niñez de Lis Francisco fue la enorme biblioteca particular de su padre; Don Pablo Arturo, biólogo y gran pensador, catedrático de profesión; allí leyó cantidades de textos enteros de variadas disciplinas, en especial, filosofía y literatura clásica.
Fue hijo de madre española, asturina de profundas raíces religiosas, y de padre ecuatoriano también católico los cuales le propiciaron un ambiente familiar rodeado siempre de clérigos, monjas, idóneo para incentivar en él sus cualidades de artista en formación.Urquizo fue sin duda alguna un conservador apasionado e incansable que hablaba de temas sobre Dios, la vida, la existencia, el bien y el mal, temas que influyen en su perspectiva del arte

## El pintor
"Los Símbolos Absolutos"; es la obra pictórica creada por Francisco Urquizo Cueta para la ciudad de su origen y el de su padre: La ciudad de Ambato, que por su implantación geográfica y su propia ontogénesis formula ser un Arquetipo en si.
Estos obra en exposición permanente en la ciudad de Ambato, conjugados con otra serie de pinturas titulada “El Tarot de Urquizo, de los Arcanos Mayores” y que fuera pintada para la ciudad de Pravia en el principado de Asturias España, lugar de origen de la madre, pretenden reunir en acopio a las energías cromáticas expuestas para dar forma a una triangulación vibrante que, proyectándose desde estos puntos de origen de los progenitores del artista den el Centro de Pensamiento Cósmico, crean un efecto piramidal de incalculables factores benéficos e incidentes.

## El poeta
“El origen del deseo” es un libro de poemas que reúne textos escritos en verso libre, logrando que el color de la palabra impregne un mensaje original y profético. Para Urquizo, un libro es igual que un cuadro: significan un acto permitente de surco arado con palabras, cada tela es extraída de su nostalgia. Este poemario, que no parece por su título un pequeño mundo inflexión Freudianas, sin duda, un comportamiento subjetivo y sensual, conectado con sus propios augurios y ungimientos espirituales, que muchas veces trasladan la intención del escritor.

## Reconocimientos
- - Primer Premio Nacional de Pintura. A.C.C.U.R.
- - Primera Mención de Honor Salón de Octubre. Casa de la Cultura Ecuatoriana.
- - Seleccionado por Ecuador a la Quinta Bienal de Valparaíso. Valparaíso - Chile.
- - Invitado por la M. I. Municipalidad de Valparaíso para la Novena Bienal.

Valparaíso – Chile.
- - Invitado por el Gobierno del Perú a la celebración del Centenario del Convenio Andrés Bello.

Su obra se encuentra en Museos y Colecciones particulares en Ecuador, Colombia, Perú, Venezuela, Estados Unidos, España, Italia.